# Johann Friedrich Gmelin
Johann Friedrich Gmelin (8 tháng 8 năm 1748 - 1 tháng 11 năm 1804) là một nhà tự nhiên học, nhà thực vật học, nhà côn trùng học, nhà nghiên cứu sinh học và nhà nghiên cứu ác tính người Đức.

## Học vấn
Johann Friedrich Gmelin sinh năm 1748 tại Tübingen, là con trai cả của Philipp Friedrich Gmelin. Ông học y khoa ở trường đại học mà bố của ông giảng dạy tại Đại học Tübingen và tốt nghiệp ngành y năm 1768, với đề tài: Irritabilitatem vegetabilium, in singulis plantarum partibus exploratam ulterioribusque experimentis confirmatam., dưới sự chủ trì của Ferdinand Christoph Oetinger, người mà ông cảm ơn với những lời Patrono et praeceptore in aeternum pie devenerando, pro summis in medicina obtinendis honoribus.

## Sự nghiệp
Năm 1769, Gmelin trở thành phó giáo sư y khoa tại Đại học Tübingen. Năm 1773, ông trở thành giáo sư triết học và trợ lý giáo sư y khoa tại Đại học Gottingen. Ông được thăng chức thành giáo sư y khoa và giáo sư hóa học, thực vật học và khoáng vật học vào năm 1778. Ông qua đời năm 1804 tại Gottingen. Johann Friedrich Gmelin đã xuất bản một số sách giáo khoa trong các lĩnh vực hóa học, khoa học dược phẩm, khoáng vật học và thực vật học. Ông cũng đã xuất bản ấn bản Systema Naturae lần thứ 13 của Carl Linnaeus vào năm 1788 và 1789. Trong đó có các mô tả và tên khoa học của nhiều loài mới, bao gồm cả những loài chim trước đây đã được đặt tên mà không có tên khoa học bởi John Latham trong Bản tóm tắt về loài chim. Ấn phẩm của Gmelin được trích dẫn là cơ quan cho hơn 290 loài chim và cũng là một số loài bướm.

## Ấn bản
- Gmelin, Johann Friedrich; Ferdinand Christoph Oetinger (1768). Irritabilitatem vegetabilium, in singulis plantarum partibus exploratam ulterioribusque experimentis confirmatam. Thesis Tübingen. OCLC 10717434.
- Allgemeine Geschichte der Gifte, 2 Vol., 1776/77 Digital edition of the University and State Library Düsseldorf.

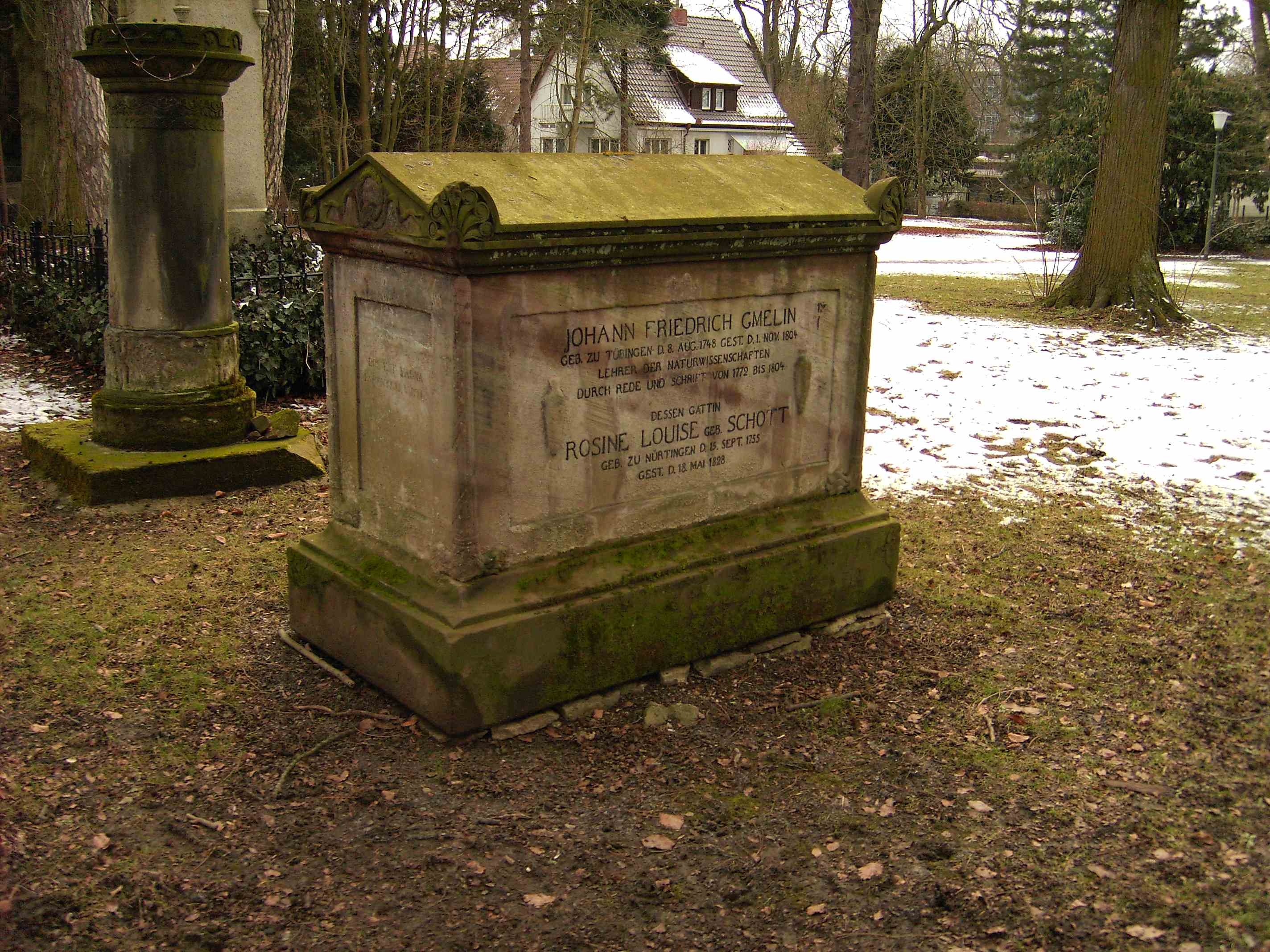
Göttingen, Cheltenhampark, Mộ của Johann Friedrich Gmelin

- Allgemeine Geschichte der Pflanzengifte, 1777
- Allgemeine Geschichte der mineralischen Gifte. Nürnberg: Raspe, 1777. Digital edition of the University and State Library Düsseldorf.
- Johann Friedrich Gmelins... Einleitung in die Chemie zum Gebrauch auf Universitäten. Nürnberg: Raspe, 1780. Digital edition of the University and State Library Düsseldorf.
- Einleitung in die Pharmacie. Nürnberg: Raspe, 1781. Digital edition of the University and State Library Düsseldorf.
- Beyträge zur Geschichte des teutschen Bergbaus, 1783
- Ueber die neuere Entdeckungen in der Lehre von der Luft, und deren Anwendung auf Arzneikunst, in Briefen an einen Arzt, von J. F. Gmelin., 1784
- Grundsätze der technischen Chemie, 1786
- Caroli a Linné, equitis aurati de stella polari, ... Systema naturae per regna tria naturae, secundum classes, ordines, genera, species, cum characteribus, differentiis, synonymis, locis. Editio decima tertia, aucta, reformata. Lipsiae [Leipzig], Georg Emanuel Beer, 1789-1790
- Grundriß der Pharmazie, 1792
- Apparatus Medicaminum tam simplicium quam praeparatorum et compositorum in Praxeos Adiumentum consideratus, Ps. 2, T. 1 - Ps. 2, T. 2., 1795–1796. Digital edition of the University and State Library Düsseldorf.
- Geschichte der Chemie, 1799
- Allgemeine Geschichte der thierischen und mineralischen Gifte, 1806